# Paul Fritsch
Paul François Nicolas Fritsch (ur. 25 lutego 1901 w Paryżu, zm. 22 września 1970 w Boulogne-Billancourt) – francuski bokser wagi piórkowej. Na letnich igrzyskach olimpijskich w Antwerpii zdobył złoty medal, pokonując w finale swego rodaka Jeana Gacheta i tym samym został pierwszym bokserem nieanglojęzycznego kraju który zdobył złoty medal na igrzyskach.